# Ayas Mehmed Bajá
Ayas Mehmed Bajá (Vlorë, 1483–Estambul, 1539) fue un estadista y gran visir del Imperio otomano de 1536 a 1539. Era albanés, de la región de Himare. Su padre era de la ciudad de Shkodra, al norte de Albania, y su madre era de Vlora, al sur de Albania. Fue llevado a Estambul bajo la práctica del Devşirme, y fue entrenado para servir como un aga con los janízaros. Participó en la Batalla de Chaldiran (1514) y en la guerra otomano-mameluca de 1516 y 1517). Durante 1520–1521 sería beylerbey de Anatolia y gobernador de Damasco. Durante el reinado de Suleiman el Magnífico,  sirvió como beylerbey de Rumelia y fue hecho visir después de la conquista de Rodas en 1522.También participó en la Batalla de Mohács, Asedio de Viena, y la guerra de Irak (1534–1535).
Se convirtió en Gran Visir en 1536 después de la ejecución de Pargali Ibrahim Bajá y mantuvo esta posición hasta su muerte en 1539. Bajo su administración, los otomanos emprendieron la campaña de Corfu (1537) y emprendieron al guerra contra los Habsburgo en Viena (1537–1540). Además, su natal Vlore, fue puesta totalmente bajo el control otomano, y el Sandjak de Delvina estuvo creado. Murió de peste en Estambul y fue enterrado en la Mezquita de Eyup Sultan.

## En la cultura popular
En la serie de televisión Muhteşem Yüzyıl, Ayas Mehmed Bajá es interpretado por el actor turco Fehmi Karaarslan.